# Веттінген
Веттінген (нім. Wettingen) — місто  в Швейцарії в кантоні Ааргау, округ Баден.

## Географія
Місто розташоване на відстані близько 90 км на північний схід від Берна, 23 км на схід від Аарау.
Веттінген має площу 10,6 км², з яких на 39,4% дозволяється будівництво (житлове та будівництво доріг), 20,4% використовуються в сільськогосподарських цілях, 38,1% зайнято лісами, 2,2% не є продуктивними (річки, льодовики або гори).

## Демографія
2019 року в місті мешкало 20 934 особи (+4,8% порівняно з 2010 роком), іноземців було 27,8%. Густота населення становила 1975 осіб/км².
За віковим діапазоном населення розподілялося таким чином: 18,8% — особи молодші 20 років, 61,3% — особи у віці 20—64 років, 19,9% — особи у віці 65 років та старші. Було 9804 помешкань (у середньому 2,1 особи в помешканні).
Із загальної кількості 8092 працюючих 114 було зайнятих в первинному секторі, 1783 — в обробній промисловості, 6195 — в галузі послуг.